# Фізична географія
Фізи́чна геогра́фія — наука про природу та антропогенні зміни ландшафтної оболонки Землі, що є середовищем життєдіяльності людства та земної біоти загалом.

## Загальна характеристика
Фізична географія — система природних географічних наук, яка комплексно вивчає географічну оболонку Землі. Включає загальну фізичну географію (землезнавство), ландшафтознавство, палеогеографію та регіональну фізичну географію. До Фізичної географії входять також галузеві фізико-географічні дисципліни, які досліджують окремі компоненти географічної оболонки Землі, — геоморфологія, кліматологія, гідрологія, океанологія, гляціологія, геокріологія, географія ґрунтів, ботанічна географія та зоогеографія. На межі з технічними, сільськогосподарськими, медичними та інш. науками формуються прикладні напрями фізичної географії — меліоративна географія, рекреаційна географія, медична географія тощо. Як сучасна наука фізична географія оформилася у другій половині XIX ст. Основні задачі фізичної географії — виявлення функціональних залежностей між різними природними явищами на земній поверхні, вивчення проблеми впливу людини на довкілля, розробка шляхів охорони та раціонального використання природних територіальних комплексів. В Україні фізико-географічні дослідження проводять, зокрема, Відділення географії Інституту геофізики НАН України.
Вивчається ландшафтна оболонка як цілісна система, а також складові її підсистеми — територіальні й акваторіальні ландшафтні природні й антропогенно перетворені комплекси (геосистеми) різних рангів — від ландшафтної фації до ландшафтної країни. Геофізика і геохімія ландшафтів — галузі фізичної географії, що досліджують геохімічні та геофізичні процеси, зокрема масоенергообмін, динаміку функціонування і територіальну диференціацію ландшафтної оболонки, її різнорангових комплексів. Народногосподарське значення проблем, які розв'язує фізична географія, полягає в потребі знань про закономірності формування та тенденції розвитку ландшафтної оболонки й ландшафтних комплексів для організації виробничої і невиробничої діяльності суспільства, охорони природного середовища, раціонального використання природних ресурсів.
Фізична географія поділяється на дві великі підобласті знань:
- Землезнавство, або загальну фізичну географію, яка досліджує процеси в географічній оболонці, вивчає глобальні закономірності планетарного масштабу. Приділяє значну увагу розміщенню предметів та явищ на земній поверхні, виявляє причини та особливості такого розміщення, взаємозв'язків і залежностей між окремими частинами.
- Регіональна фізична географія займається дослідженням аналогічних питань, але тільки на певній окремій ділянці суходолу, океану.

## Напрямки досліджень
Основні напрямки досліджень:
- Теоретичні, експериментальні, регіональні, прикладні проблеми фізичної географії, геофізики та геохімії ландшафтів.
- Закономірності структури, речовинного складу, формування, розвитку, функціонування, динаміки ландшафтної оболонки, планетарні риси й основні фактори її просторової диференціації.
- Закономірності формування, динаміки, еволюції, функціонування ландшафтних територіальних і аквальних комплексів, їх стійкості, здатності до самовідновлення.
- Закономірності й фактори просторової диференціації та інтеграції ландшафтних комплексів різного рангу, їх типологія, класифікація і районування.
- Роль ландшафтно-геофізичних, ландшафтно-геохімічних процесів у формуванні, динаміці, еволюції, просторової диференціації та інтеграції ландшафтних комплексів, формуванні екологічної стійкості ландшафтних комплексів різного рангу і природно-технічних систем.
- Закономірності зміни ландшафтних комплексів під впливом технічних систем, формування антропогенних природно-технічних систем, принципи і методи регулювання й управління природними комплексами. Основи комплексної меліорації ландшафтів.
- Розроблення принципів і методів спостереження, відображення (зокрема картографування), аналізу і прогнозу структури, динаміки й еволюції ландшафтної оболонки і складових її територіальних та шквальних природних ландшафтних комплексів різного рангу і типу.